# Красимир Кочев
Красимир Симеонов Кочев (болг. Красимир Симеонов Кочев; 4 травня 1974, Петрич, Благоєвградська область — 23 січня 2025) — болгарський борець вільного і греко-римського стилю, срібний та бронзовий призер чемпіонатів світу з вільної боротьби, бронзовий призер чемпіонату Європи з греко-римської боротьби, учасник двох Олімпійських ігор у змаганнях з вільної боротьби.

## Біографія
Боротьбою почав займатися з 1986 року. Виступав за борцівський клуб «Левські» із Софії.

## Виступи на Олімпіадах (вільна боротьба)
| Змагання                    | Збірна   | Вагова категорія | Місце |
| --------------------------- | -------- | ---------------- | ----- |
| Літні Олімпійські ігри 2000 | Болгарія | 130 кг           | 12    |
| Літні Олімпійські ігри 2004 | Болгарія | 96 кг            | 17    |

## Виступи на Чемпіонатах світу з вільної боротьби
| Змагання                        | Збірна   | Вагова категорія | Місце  |
| ------------------------------- | -------- | ---------------- | ------ |
| Чемпіонат світу з боротьби 1994 | Болгарія | 100 кг           | 11     |
| Чемпіонат світу з боротьби 1995 | Болгарія | 90 кг            | 23     |
| Чемпіонат світу з боротьби 1997 | Болгарія | 130 кг           | 14     |
| Чемпіонат світу з боротьби 1998 | Болгарія | 97 кг            | 11     |
| Чемпіонат світу з боротьби 2001 | Болгарія | 97 кг            | Срібло |
| Чемпіонат світу з боротьби 2002 | Болгарія | 96 кг            | 18     |
| Чемпіонат світу з боротьби 2003 | Болгарія | 96 кг            | Бронза |
| Чемпіонат світу з боротьби 2005 | Болгарія | 120 кг           | 19     |
| Чемпіонат світу з боротьби 2011 | Болгарія | 96 кг            | 32     |

## Виступи на Чемпіонатах Європи з вільної боротьби
| Змагання                         | Збірна   | Вагова категорія | Місце |
| -------------------------------- | -------- | ---------------- | ----- |
| Чемпіонат Європи з боротьби 1993 | Болгарія | 100 кг           | 4     |
| Чемпіонат Європи з боротьби 1995 | Болгарія | 90 кг            | 11    |
| Чемпіонат Європи з боротьби 1996 | Болгарія | 100 кг           | 9     |
| Чемпіонат Європи з боротьби 1997 | Болгарія | 125 кг           | 6     |
| Чемпіонат Європи з боротьби 1998 | Болгарія | 130 кг           | 9     |
| Чемпіонат Європи з боротьби 2000 | Болгарія | 97 кг            | 6     |
| Чемпіонат Європи з боротьби 2001 | Болгарія | 97 кг            | 4     |
| Чемпіонат Європи з боротьби 2002 | Болгарія | 96 кг            | 9     |
| Чемпіонат Європи з боротьби 2003 | Болгарія | 96 кг            | 12    |
| Чемпіонат Європи з боротьби 2004 | Болгарія | 96 кг            | 6     |
| Чемпіонат Європи з боротьби 2011 | Болгарія | 96 кг            | 18    |

## Виступи на Чемпіонатах Європи з греко-римської боротьби
| Змагання                         | Збірна   | Вагова категорія | Місце  |
| -------------------------------- | -------- | ---------------- | ------ |
| Чемпіонат Європи з боротьби 1999 | Болгарія | 130 кг           | 14     |
| Чемпіонат Європи з боротьби 2005 | Болгарія | 120 кг           | Бронза |

## Виступи на інших змаганнях з вільної боротьби
| Змагання                                 | Збірна   | Вагова категорія | Місце  |
| ---------------------------------------- | -------- | ---------------- | ------ |
| Олімпійський кваліфікаційний турнір 2000 | Болгарія | 97 кг            | 9      |
| Абсолютний чемпіонат FILA 2003           | Болгарія | 96 кг            | 4      |
| Турнір Дана Колова — Николи Петрова 2007 | Болгарія | 96 кг            | 7      |
| Турнір Дана Колова — Николи Петрова 2010 | Болгарія | 120 кг           | Бронза |
| Турнір Дана Колова — Николи Петрова 2011 | Болгарія | 96 кг            | Бронза |
| Меморіал Іона Корнеану 2011              | Болгарія | 96 кг            | Срібло |